# هربرت ألبرت
هربرت ألبرت (بالألمانية: Herbert Albert)‏ هو عازف بيانو ألماني، ولد في 26 ديسمبر 1903 في باد لاوزيك في ألمانيا، وتوفي في 15 سبتمبر 1973 في باد رايشنهال في ألمانيا.

## وصلات خارجية
- هربرت ألبرت على موقع مونزينجر (الألمانية)
- هربرت ألبرت على موقع ميوزك برينز (الإنجليزية)
- هربرت ألبرت على موقع أول ميوزيك (الإنجليزية)
- هربرت ألبرت على موقع ديسكوغز (الإنجليزية)